# いつまでも響くこのmelody/マジカルスピーカー
「いつまでも響くこのmelody/マジカルスピーカー」（いつまでもひびくこのメロディ/マジカルスピーカー）は、日本の音楽ユニット・mihimaru GTの11作目のシングル。

## 概要
- 前作「ツヨクツヨク」から1ヶ月ぶり、アルバム『mihimagic』からの先行シングル。両A面シングルでの発売は「恋する気持ち/YES」以来4作ぶりとなった。
- 表題1曲目はテレビドラマ『怨み屋本舗』のオープニングテーマに、表題2曲目は自身が出演するダリヤ『パルティ』夏編のCMソングに使用された[1]。ドラマタイアップを手掛けるのは「恋する気持ち」以来4作ぶり、ダリヤ『パルティ』のCMソングを手掛けるのは「気分上々↑↑」以来2作ぶり通算3度目となった。
- 初回限定盤Aと初回限定盤B、通常盤の3形態で発売された[注 1]。初回限定盤Aには特典として表題1曲目のミュージック・ビデオを収録したDVDが、初回限定盤Bには特典として表題2曲目のミュージック・ビデオとダリヤ『パルティ』夏編のCM映像を収録したDVDが同梱された。また、通常盤にはカップリング曲が収録されている[1]。
- オリコンチャート初登場3位を獲得。シングル・アルバム通じて自身初のトップ3入りを果たした。また、「気分上々↑↑」以来2作ぶりに日本レコード協会からゴールド認定されている。

## 収録曲
1. いつまでも響くこのmelody [4:34]
作詞：hiroko & mitsuyuki miyake & ジョー・ガーランド
作曲：mitsuyuki miyake & ジョー・ガーランド
編曲：mitsuyuki miyake & 守尾崇
ホーン&ストリングスアレンジ：山崎功
グレン・ミラーの「イン・ザ・ムード」のフレーズをサンプリングして制作された楽曲[1]。hiroko曰く「2年前に曲だけ作って温めていた」といい、今回シングルとして発売するにあたりありがとうをテーマに、歌詞だけ書き直された[2]。
2. マジカルスピーカー [4:32]
作詞：hiroko & mitsuyuki miyake
作曲：mitsuyuki miyake & Shifo & 日比野元気
編曲：mitsuyuki miyake & 守尾崇
サルサの要素を取り入れた楽曲。タイトルはmiyakeの家にあったスピーカーから引用しており、歌詞は男女の欲望が入り乱れている様を描いている[3]。
3. 幸せなトキ [4:46]
作詞：hiroko & mitsuyuki miyake
作曲：mitsuyuki miyake
編曲：mitsuyuki miyake & 鈴木Daichi秀行
通常盤のみ収録されている。
4. いつまでも響くこのmelody (Instrumental) [4:30]
作曲：mitsuyuki miyake & ジョー・ガーランド
編曲：mitsuyuki miyake & 守尾崇
ホーン&ストリングスアレンジ：山崎功
表題1曲目のインストゥルメンタル。
5. マジカルスピーカー (Instrumental) [4:32]
作曲：mitsuyuki miyake & Shifo & 日比野元気
編曲：mitsuyuki miyake & 守尾崇
表題2曲目のインストゥルメンタル。
6. 幸せなトキ (Instrumental) [4:43]
作曲：mitsuyuki miyake
編曲：mitsuyuki miyake & 鈴木Daichi秀行
カップリング曲のインストゥルメンタル。通常盤のみ収録されている。

## 参加ミュージシャン
mihimaru GT
- hiroko：Vocals & Rap
- mitsuyuki miyake：Vocals & Rap、Programming

Additional Musician
- 山崎淳：Guitars (#1,2,4,5)
- 森村献：Piano (#2,5)
- 石川具幸：Bass (#1,4)
- 大神田智彦：Bass (#2,5)
- 飯田寛：Percussion (#1,4)
- 高田真：Drums (#1,2,4,5)
- DJ MINORU：Turntable (#1,2,4,5)
- DJ YU-TA：Turntable (#3,6)
- 竹上良成：Sax (#1,4)
- 守尾崇：Other Instruments (#1,2,4,5)
- 鈴木Daichi秀行：Programming & Other Instruments (#3,6)

## タイアップ
- テレビ東京系列ドラマ24『怨み屋本舗』オープニングテーマ (#1)
- ダリヤ『パルティ』夏編CMソング (#2)

## 収録アルバム
- mihimagic (#1,2)
- THE BEST of mihimaru GT (#1,2)
- The Best Selection of ASIA (#1)
- 10th Anniversary BEST 2003-2013 (#1,2)
- THE SINGLE of mihimaru GT (#1,2)
- mihimania II〜コレクション アルバム〜 (#3)
- mihimania collection (#3)